# Skrzydła (film)
Skrzydła (ang. Wings) – amerykański film wojenny z udziałem aktora Gary’ego Coopera wyprodukowany w 1927. Film ukazujący walki powietrzne lotników amerykańskich w czasie I wojny światowej, przeplatany wątkiem romansowym. Pierwszy film w historii nagrodzony Oscarem dla najlepszego filmu. Ponadto Roy Pomeroy został nagrodzony Oscarem za efekty inżynieryjne (specjalne).

## Obsada
- Charles Rogers − Jack Powell
- Richard Arlen − David Armstrong
- Clara Bow − Mary Preston
- Jobyna Ralston − Sylvia Lewis
- El Brendel − Herman Schwimpf

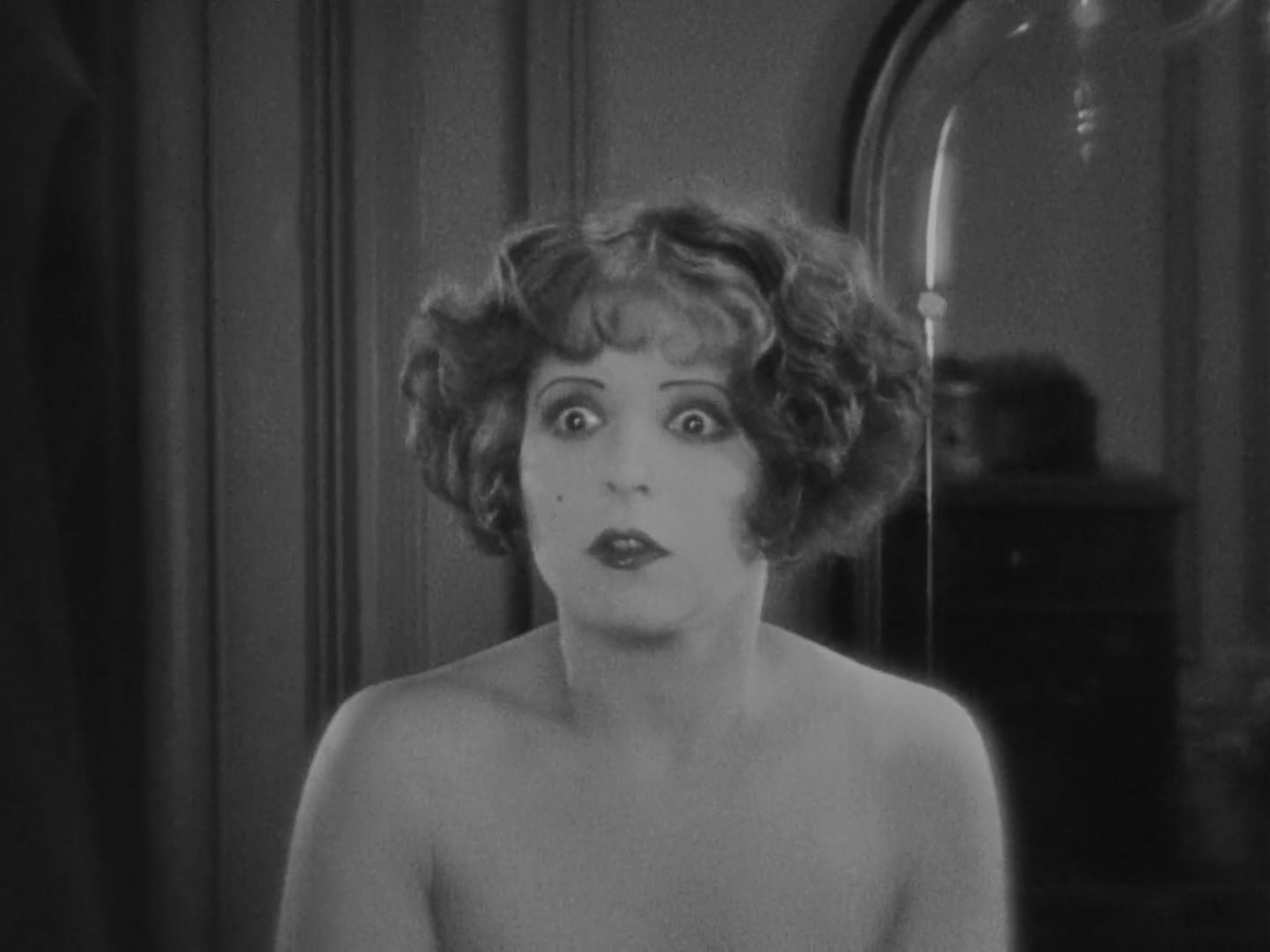
Clara Bow w scenie z filmu.

- Richard Tucker − dowódca lotnictwa
- Gunboat Smith − sierżant
- Roscoe Karns − porucznik Cameron
- Arlette Marchal − Celeste
- Gary Cooper − kadet White
- Julia Swayne Gordon − matka Davida
- Henry B. Walthall − ojciec Davida

i inni